# ¡Centinela, alerta!
¡Centinela, alerta! és una pel·lícula franco-espanyola estrenada el 1937 codirigida per Jean Grémillon i Luis Buñuel, qui també en fou productor i coguionista amb Eduardo Ugarte. El guió és una adaptació d'una sarsuela de Carlos Arniches La alegría del batallón amb lletra del mestre Serrano.

## Sinopsi
La jove Candelas és seduïda pel jove ric madrileny Arturo, qui la deixa embarassada i després l'abandona. La noia coneix Tiburcio Canales i Angelillo, dos soldats en maniobres que decideixen ajudar-la tot organitant un recital de cançó on l'estrella és Angelillo. Cinc anys després, la fama ha permès Angelillo obrir un establiment on hi treballen Candelas i Tiburcio. Però Arturo, que ha sortit de la presó, tracta de seduir novament Candelas.

## Repartiment
- Ana María Custodio - Candelas
- José María Linares Rivas - Arturo
- Luis Heredia - Tiburcio Canales
- Angelillo - Angelillo
- Emilio Portes - Doctor
- Mapy Cortés - Xicota del mariner
- Josita Hernán

## Producció
Ha estat restaurada pel Centro Buñuel Calanda amb el suport de l'Institut de la Cinematografia i de les Arts Audiovisuals, utilitzant materials procedents de la Filmoteca Espanyola i la Filmoteca de Saragossa. El 2022 fou exhibida al Festival de Cinema Europeu de Sevilla.